# Suberites kelleri
Suberites kelleri är en svampdjursart som beskrevs av Burton 1930. Suberites kelleri ingår i släktet Suberites och familjen Suberitidae. Inga underarter finns listade i Catalogue of Life.